# Ángel León de Gozalo
Pour les articles homonymes, voir Ángel León (homonymie) et León.
Ángel León de Gozalo, né le 2 octobre 1907 à Villalón de Campos et mort le 10 août 1979 à Madrid, est un tireur sportif espagnol.

## Carrière
Aux Jeux olympiques d'été de 1952 à Helsinki, il est médaillé d'argent au tir au pistolet à 50 mètres.